# Єлігулашвілі Тамара Давидівна
Єлігулашві́лі Тама́ра Дави́дівна (17 січня 1921 , Харків, Харківська губернія, Українська СРР  — 23 серпня 1984 , Київ ) — український радянський архітектор, член Спілки архітекторів України (1955).

## Біографія
Народилася 17 січня 1921 року в Харкові (тепер Харківська область, Україна), у 1938 році поступила в Харківський інженерно-будівельний інститут, але завершити навчання перешкодила війна. У 1945 році поступила на архітектурний факультет у Київський інститут громадянських інженерів, який закінчила у 1948 році.
З 1948 року працювала архітектором, головним архітектором проєкту в проєктному інституті «Київський облпроект», з листопада 1966 року — головним архітектором проєкту в проєктному інституті Діпромісто в Києві, з листопада 1969 року — в КиївНДІПмістобудування.
Померла 23 серпня 1984 року в Києві.

## Творчість
Є автором наступних проєктів: планування селищ Буча (1952) та Ворзеля (1962);
- внутрішнє оформлення бібліотеки ЦК КПУ (в співавторстві, 1953);
- забудова нового ансамблю центральної площі в Переяславі (в співавторстві, 1954);
- житлові будинки у Києві на Волоській вулиці, 18 (1956), Почайнинській вулиці, 52-58 (1958), вулиці Антоновича, 25 та проспекту Повітряних Сил, 34/1 (1960);
- будівля Київського технікуму міського електротранспорту (нині — Київський коледж міського господарства) по вулиці Джона Маккейна, 33 (1962);
- співавтор проєкту станції «Університет» Київського метрополітену (1960);
- забудова кварталу по вулиці Юлії Здановської в Києві (з 1965);
- споруди на автодорозі Київ — Бориспіль (1973);
- генеральний план і забудова 1-го і 3-го мікрорайонів м. Південне в Одеській області (з 1974) та ін.

## Сім'я
Донька — Рейтер Марія Ігорівна (нар. 1951) — художник-архітектор.

## Зображення

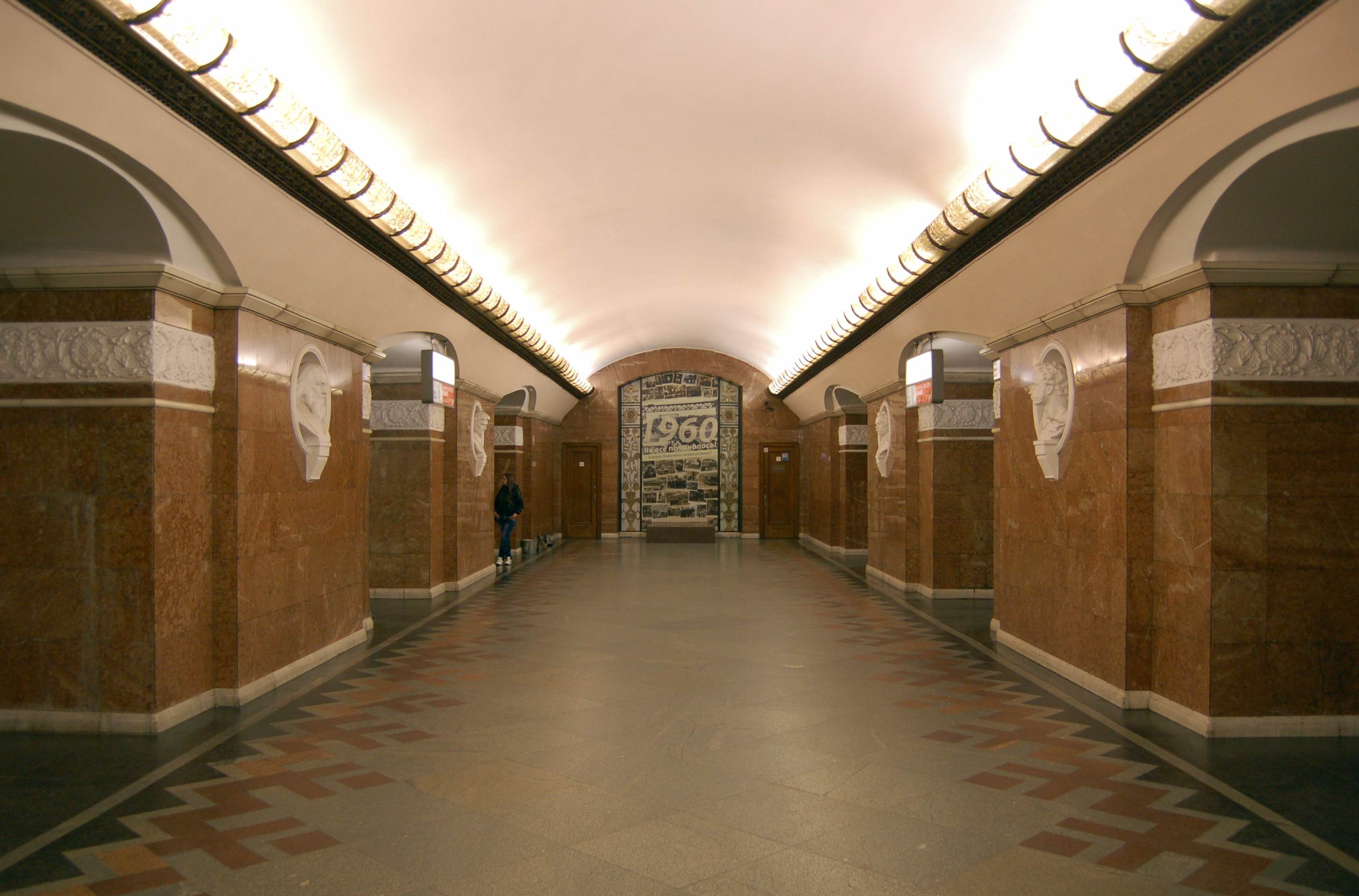
Станція метро «Університет»